# Ігнасіо Басагурен
Хуан Ігнасіо Басагурен (ісп. Juan Ignacio Basaguren, нар. 21 червня 1944, Мехіко) — мексиканський футболіст, що грав на позиції півзахисника за клуб «Атланте» та національну збірну Мексики.

## Клубна кар'єра
На найвищому рівні мексиканського футболу виступав протягом 1967–1973 років, захищаючи кольори «Атланте».

## Виступи за збірну
1968 року дебютував в офіційних матчах у складі національної збірної Мексики.
У складі збірної був учасником футбольного турніру на Олімпіаді-1968 та домашнього для мексиканців чемпіонату світу 1970 року, на якому господарі припинили боротьбу на стадії чвертьфіналів. Сам Басагурен виходив на поле у двох з чотирьох ігор Мексики на мундіалі та став автором одного з голів у ворота збірної Сальвадору у грі групового етапу (перемога з рахунком 4:0).
Загалом протягом трирічної кар'єри у національній команді провів у її формі 9 матчів, забивши 3 голи.